# SM i segelflyg
Svenska Mästerskapen i segelflyg är en segelflygtävling där man tävlar i olika klasser beroende på flygplanstyp. Det första officiella svenska mästerskapen hölls 1945, men redan tre år tidigare startade man med tävlingsverksamheten. Till en början utformade man egna regler, men numera använder man de grundregler som Fédération Aéronautique Internationalés segelflygkommission utarbetat. Först 1966 införde man distriktsmästerskapstävlingar (DM), där de främsta piloterna kvalificerade sig för deltagande i SM.

## 1942
Första segelflygtävlingarna i Sverige hölls i juli 1942 på Ålleberg. KSAK arrangerade en lagtävling i kombinerad höjd- och distansflygning och en kombinerad hastighets- och tidsflygning. I tävlingsledningen fanns Bertil Florman och Sven Åhbom. Tävlingarna vanns av Stockholms Segelflygklubb.

## 1943
Till tävlingarna på Ålleberg var nio civila lag och sex lag från Flygvapnet anmälda. Man tävlade i höjd- och distansflygning individuellt och i lag. I tävlingsledningen fanns C. O. Hugosson och Sven Åhbom. Under de sista två tävlingsdagarna närvarade Bengt Nordenskiöld och medlemmar från hans stab. Under den sista tävlingsdagen satte Stig Fägerblad nytt distansrekord med en flygning från Ålleberg till Ystad på tiden 7 timmar och 35 minuter, flugen distans var 300 kilometer.
Resultat lagtävling:
- 1 - F 5 Ljungbyhed, Bengt Olow och Bengt C:son Bergman
- 2 - F 6 Karlsborg, Arne Wennerström och Bengt Schlyter
- 3 - Stockholms Segelflygklubb, Åke Gävert och Sigurd Larsson

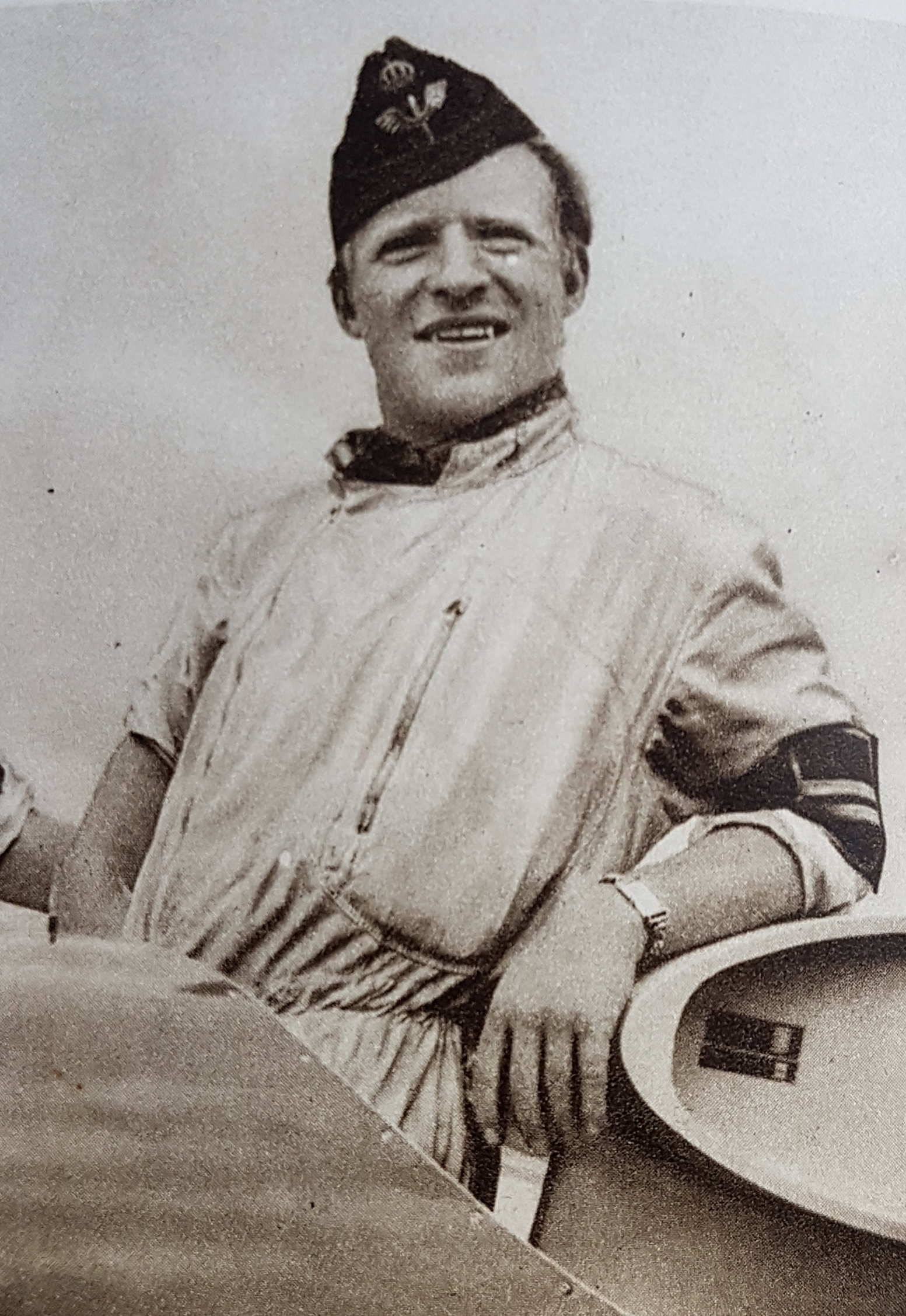
Bengt Olow

Resultat individuellt:
- 1 - Bengt Olow
- 2 - Bengt Schlyter
- 3 - Sigurd Larsson

## 1944
Under tävlingsperioden 21-30 juli genomfördes tävlingarna på Ålleberg där man som året före tävlade i två klasser (lag och individuellt). I lagtävlingen tävlade man i flugen distans, medan den individuella klassen följde de olympiska reglerna från 1940 som omfattade hastighet eller höjdflygning i samband med sträckflygning till av tävlingsledningen angivet mål. Till tävlingarna var 20 lag anmälda varav hälften kom från Flygvapnet, och i den individuella 19 piloter varav 13 från Flygvapnet. Arne Wennerström från F 6 Karlsborg noterade ett nytt höjdrekord i en DFS Weihe med 5 700 meter. 

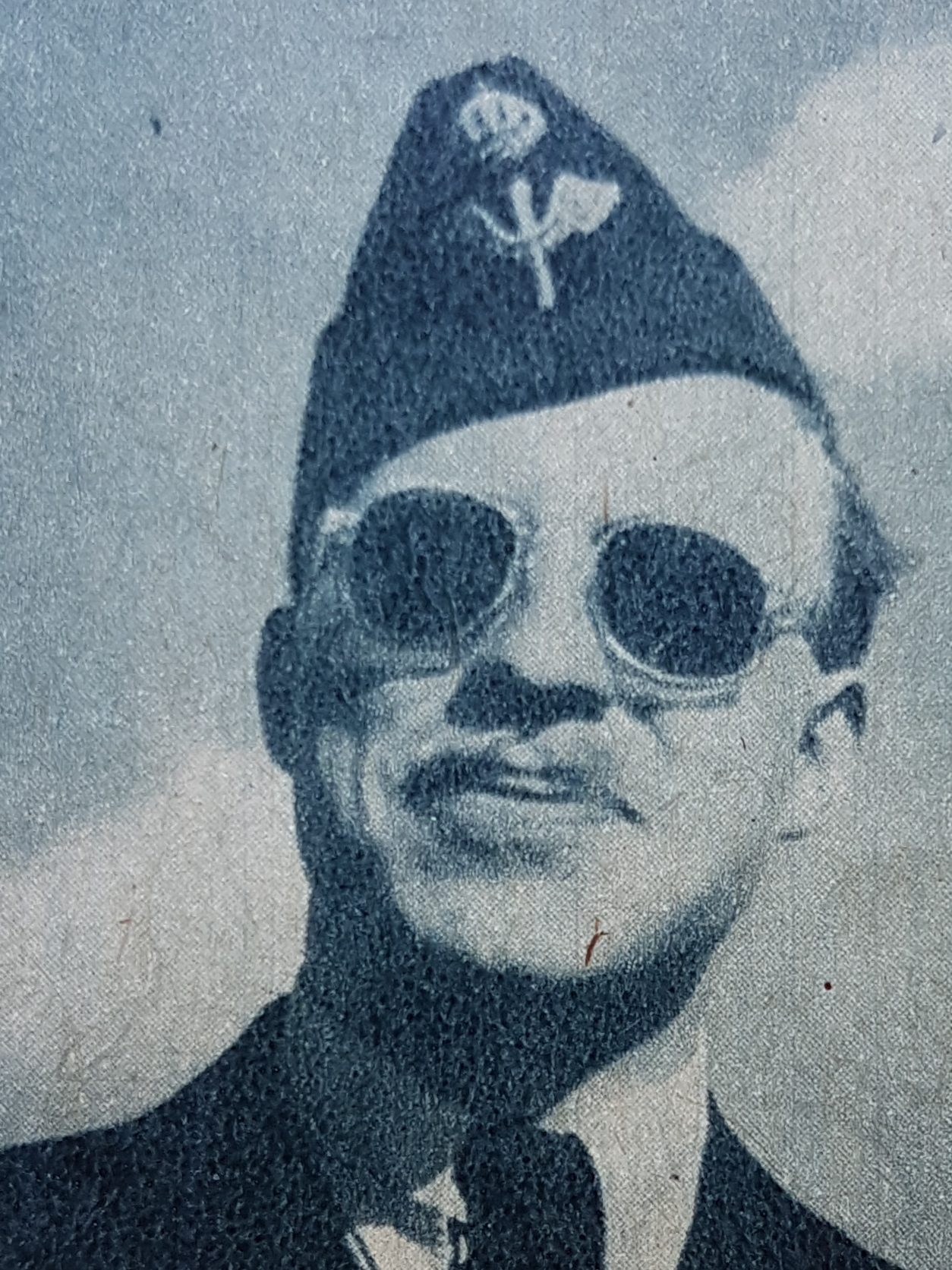
Bengt Olow lf.jpg

Resultat klass 1 lagtävling:
- 1 - Västerås flygklubb
- 2 - F 8 Barkarby
- 3 - F 16 Uppsala

Resultat klass 2 individuellt:
- 1 - Bengt Olow, F 5 Ljungbyhed
- 2 - Gösta Magnusson, F 1 Hässlö
- 3 - Bengt Flodén, F 9 Säve

## SM 1945
De första officiella svenska mästerskapen hölls 1945. Klass 1 gällde denna gång den individuella tävlingen och genomfördes på Ålleberg 19-28 juli med 13 piloter från Flygvapnet och två civila piloter. Lagtävlingen klass 2 med 28 deltagande lag i Grunau Baby genomfördes i Örebro 20-29 juli.  
Resultat Ålleberg klass 1 individuellt:

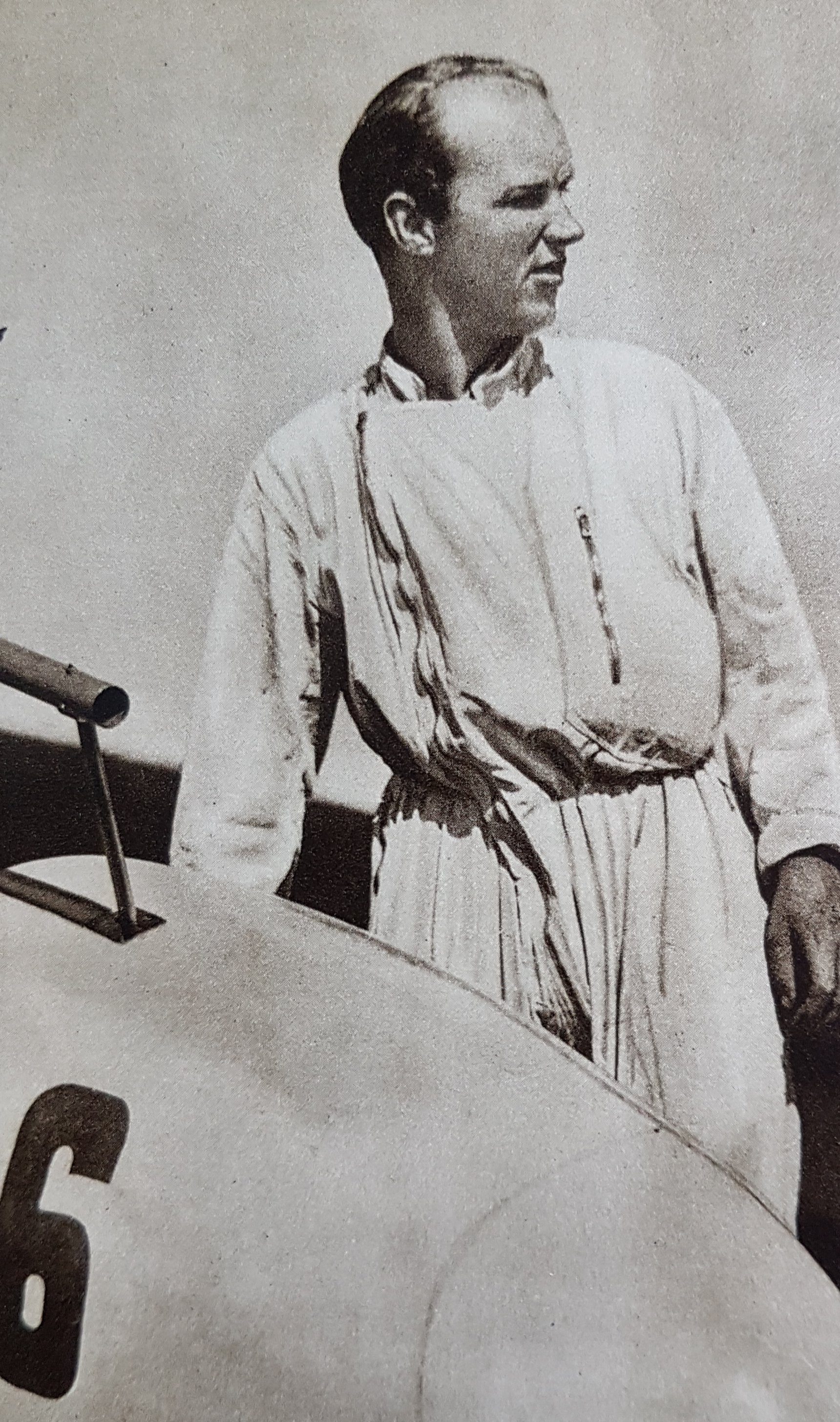
Sven Alm

- 1 - Sven Alm, F 6 Karlsborg, den förste svenska mästaren, i en DFS Weihe
- 2 - Gösta Brink, F 11 Nyköping, i en DFS Weihe
- 3 - Gunnar Carlsson, F 13 Norrköping, i en DFS Weihe

Resultat Örebro klass 2 lagtävling:
- 1 - Västerås flygklubb
- 2 - F 6 Karlsborg
- 3 - Aeroklubben i Göteborg

## SM 1946
Tävlingarna i den individuella klassen genomfördes 4-13 juli på Ålleberg. Förutom 17 svenska deltagare deltog dansken Heri Fugl med en Röhnbussard. I klass 2 som genomfördes i Örebro 27 juni-6 juli deltog 28 lag varav 14 var militära, även här deltog ett danskt lag.

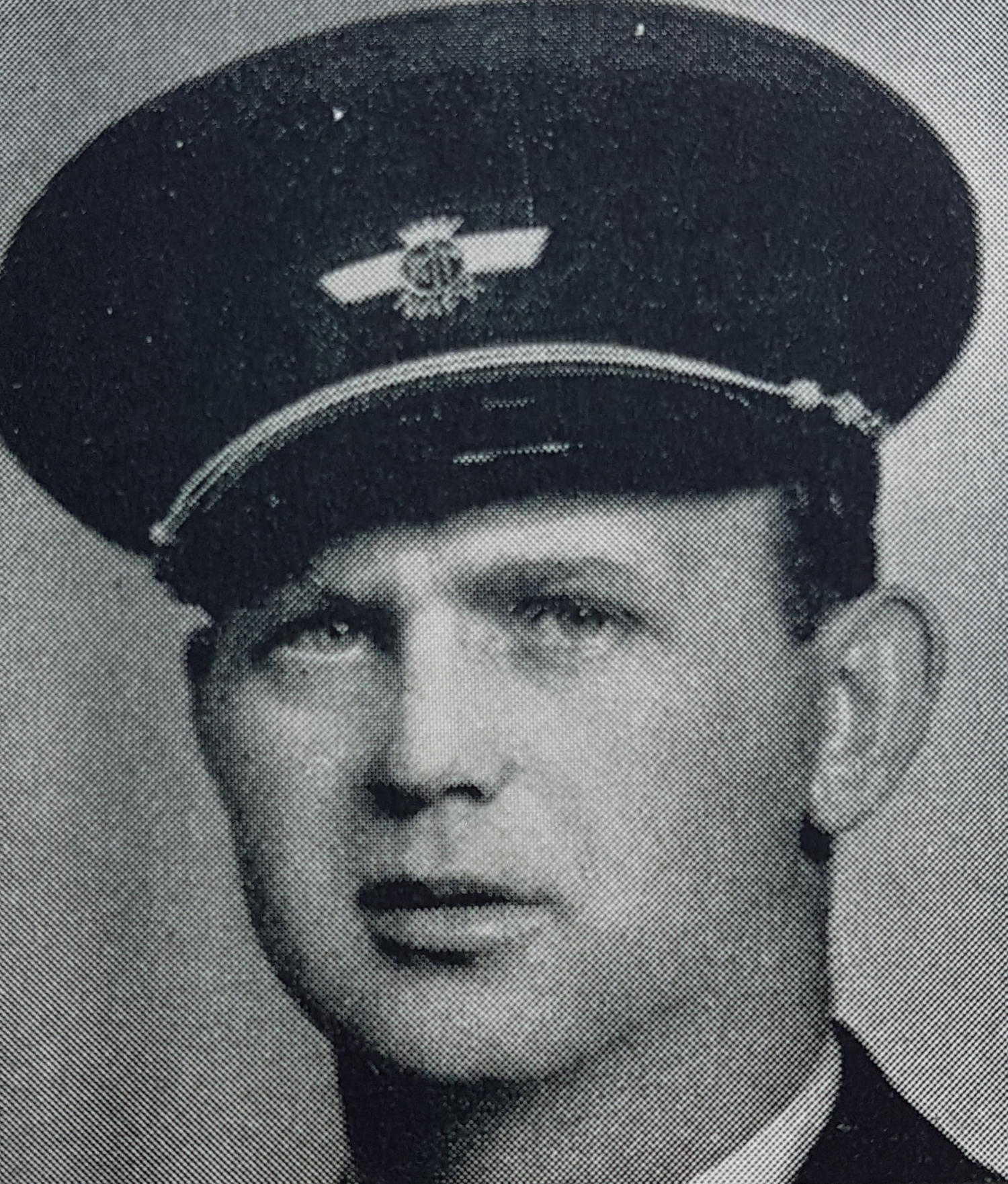
Gösta Brink

Resultat Ålleberg klass 1 individuellt:
- 1 - Gösta Brink, F 11 Nyköping
- 2 - Arne Magnusson F 21 Luleå
- 3 - Sven Alm, F 6 Karlsborg[3]

Resultat Örebro klass 2 lagtävling:
- 1 - F 6 Karlsborg
- 2 - Västerås flygklubb
- 3 - Aeroklubben i Malmö

## SM 1947
Till tävlingarna i Örebro 3-12 juli slopades lagtävlingen klass 2. De 19 anmälda piloterna tävlade alla i den individuella klassen. I samband med tävlingarna satte Per-Axel Persson nytt världsrekord i höjdflygning med 8 800 meter i en DFS Weihe. För bedriften belönades han med Stockholms-Tidningens guldmedalj för 1947 års flygarbragd.
Resultat:.

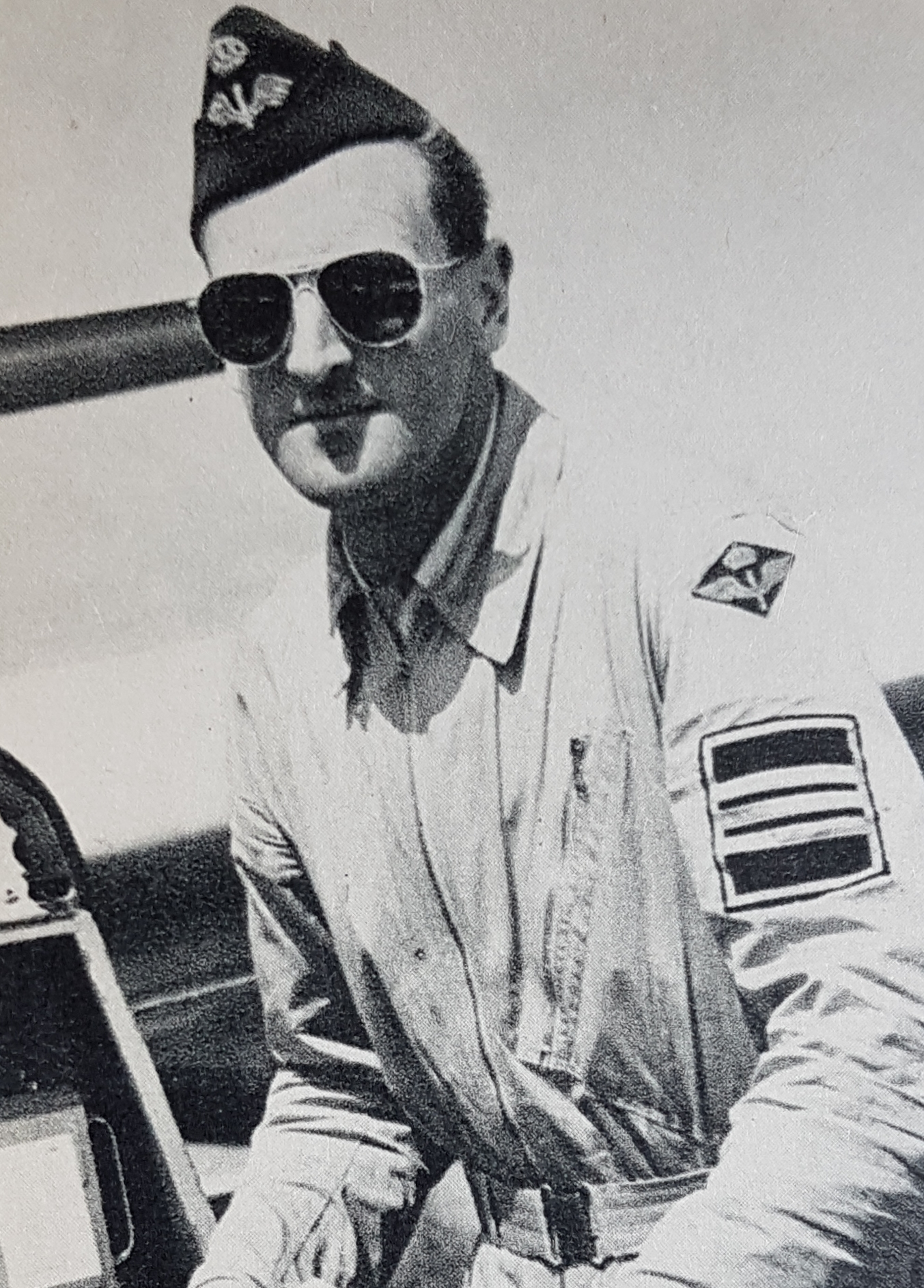
Per-Axel Persson

- 1 - Per-Axel Persson, F 5 Ljungbyhed, i en DFS Weihe
- 2 - Arne Magnusson, F 21 Luleå, i en DFS Weihe
- 3 - Sven Alm, F 6 Karlsborg, i en DFS Weihe

## SM 1949
Efter ett års uppehåll genomfördes tävlingarna i Örebro som en generalrepetition inför VM i segelflyg 1950. För första gången lyckades en civil pilot komma överst på prispallen.
Resultat:
- 1 - Tage Löf, Stockholm
- 2 - Billy Nilsson, F 6 Karlsborg

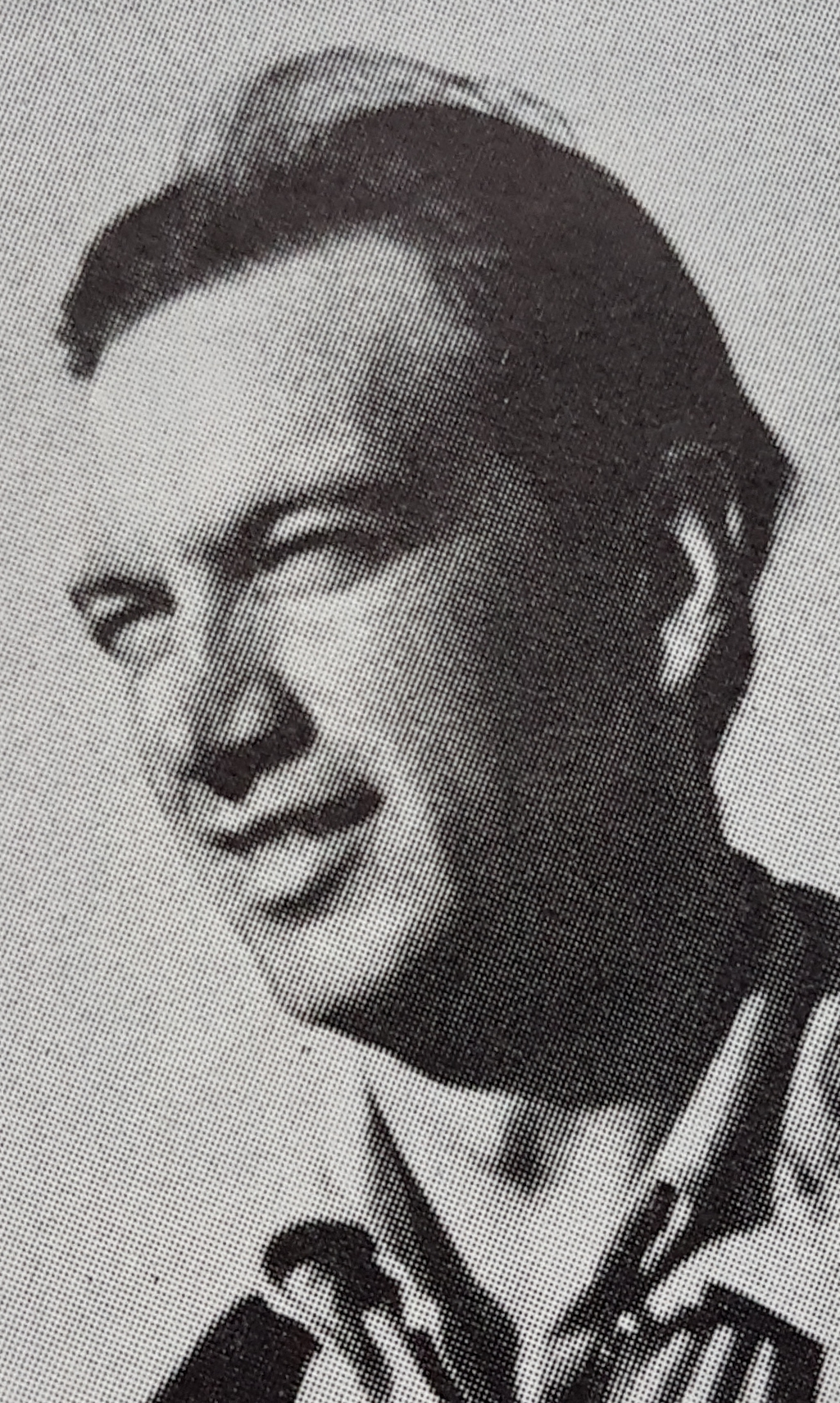
Tage Löf

- 3 - Per-Axel Persson, F 5 Ljungbyhed

## SM 1955
Efter fem års uppehåll genomfördes tävlingarna 10-17 juli på Ålleberg. Tävlingsformen ändrades från distansflygning till hastighetsflygningar med återgång till startplatsen. 24 piloter anmälde sig men på grund av materialtillgången begränsades antalet deltagare till 16, varav fyra kom från Flygvapnet. 

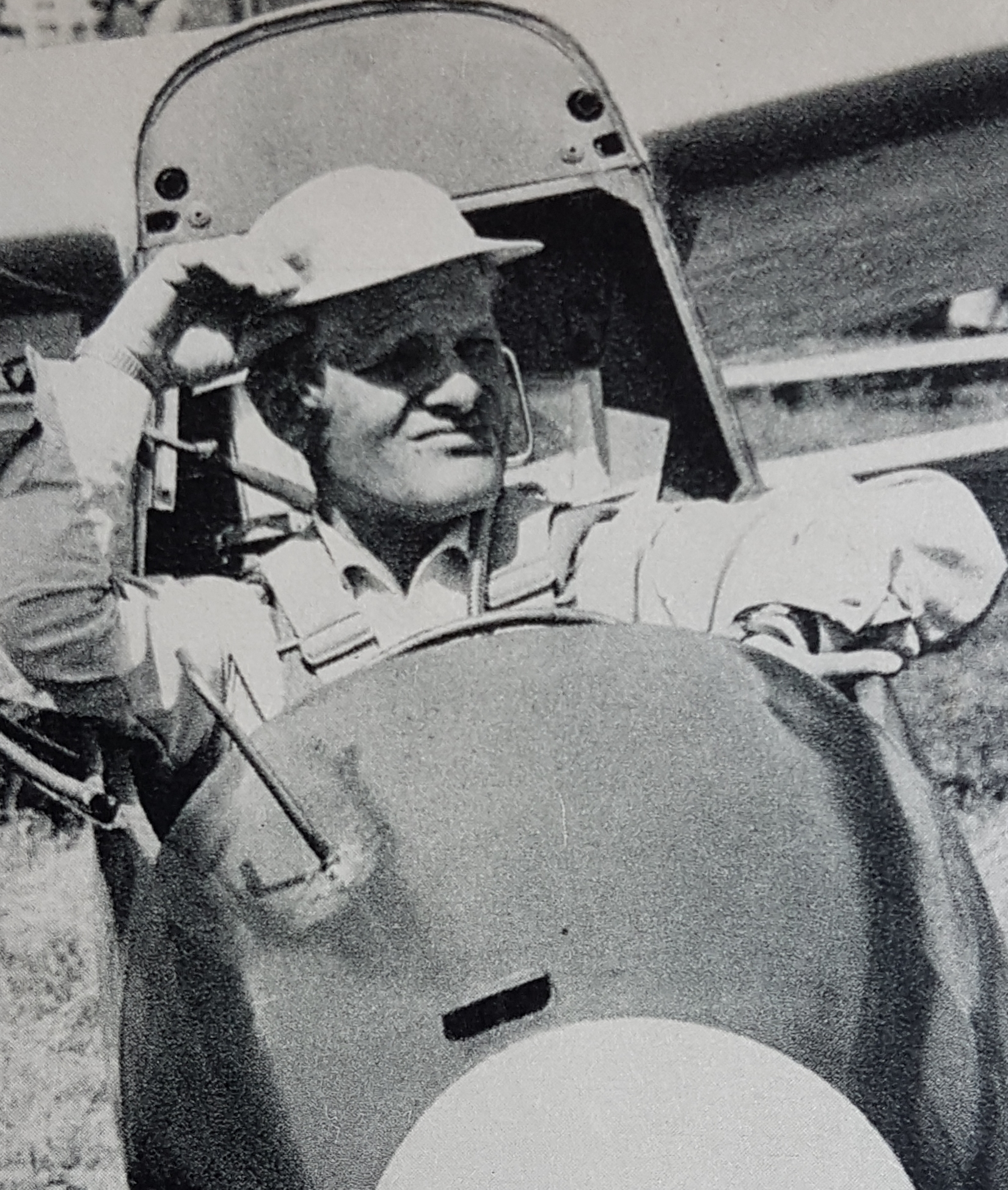
Irve Silesmo

Resultat:
- 1 - Irve Silesmo, Örebro
- 2 - Claes Eklind, Eskilstuna
- 3 - Åke Andersson, Eskilstuna

## SM 1957
Efter ett års uppehåll på grund av VM i Frankrike genomfördes tävlingarna 7-14 juli på Ålleberg. Till tävlingarna var piloter från Danmark, Finland, Island och Tyskland anmälda varför tävlingsledningen ordnade en internationell tävling parallellt med SM.  
Resultat: 

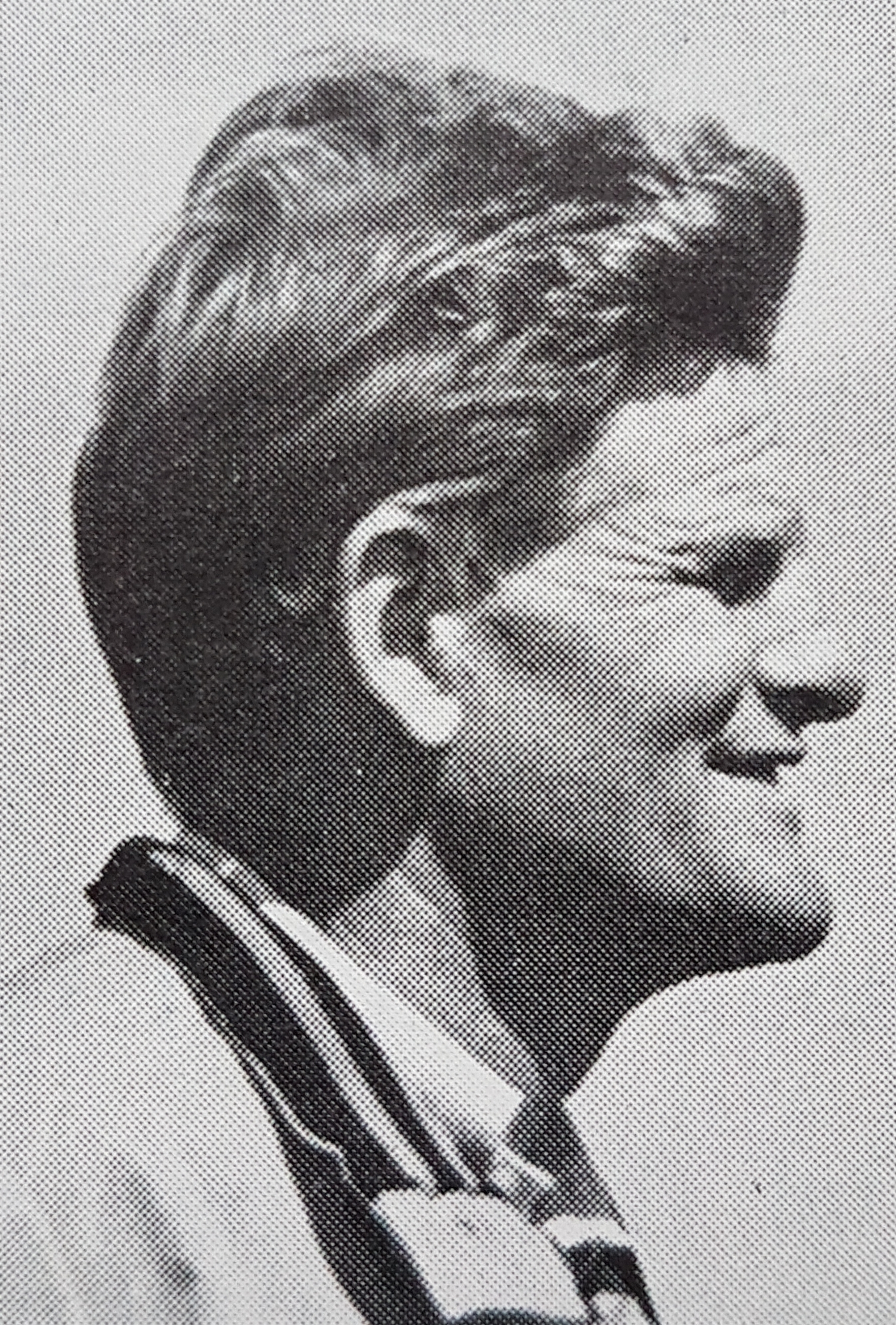
Irve Silesmo

- 1 - Irve Silesmo, Örebro, svensk mästare och segrare i den internationella tävlingen.
- 2 - Per-Axel Persson, F 5 Ljungbyhed

## SM 1959
Även denna tävling genomfördes efter ett års uppehåll på grund av VM i Polen 1958. Tävlingarna genomfördes med hastighetsflygningar och återgång till startplatsen. 
Resultat:

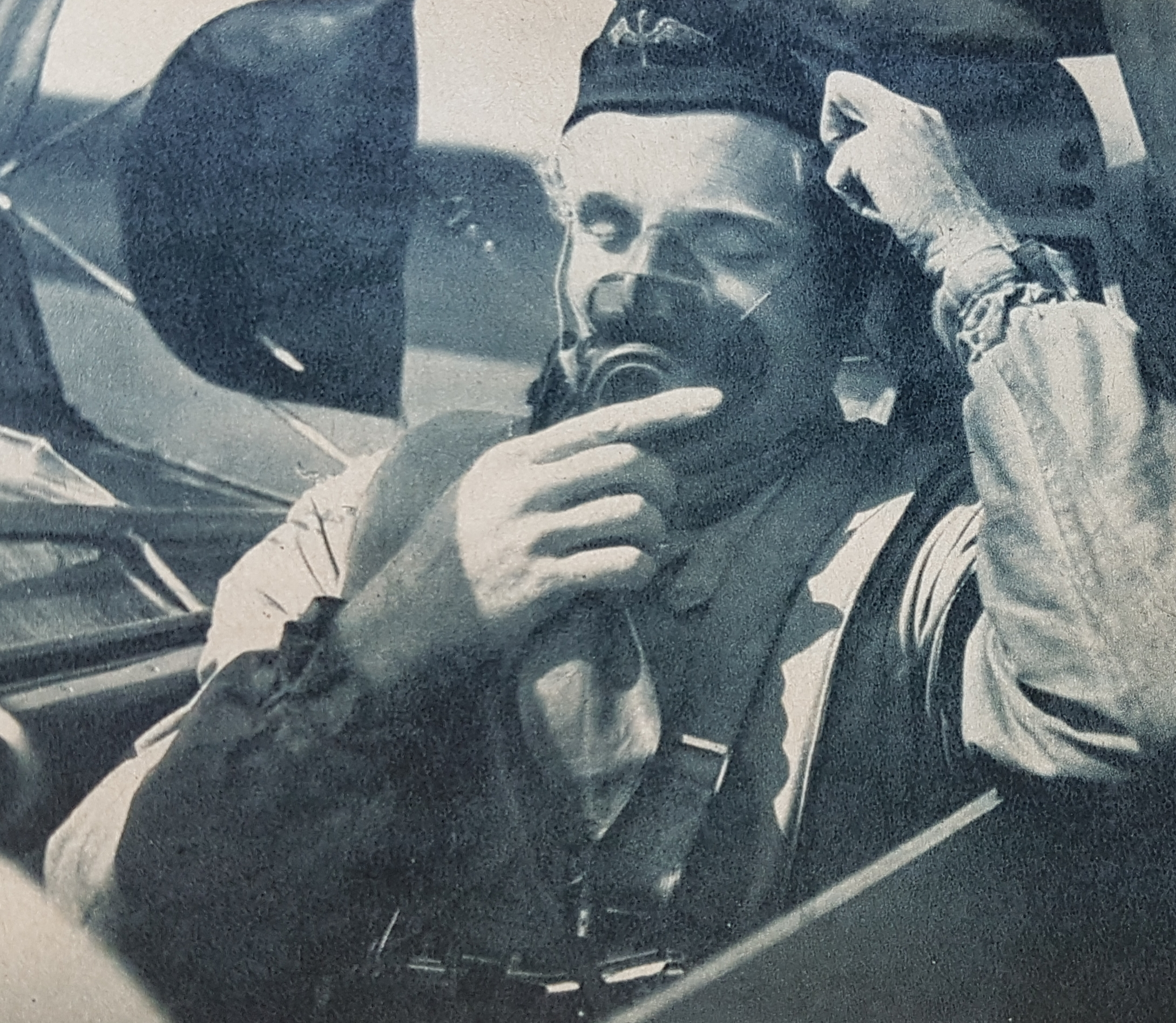
Per-Axel Persson provar syrgasen före start

- 1 - Per-Axel Persson, F 5 Ljungbyhed
- 2 - Irve Silesmo, Örebro
- 3 - Sven Jonsson, Karlstad

## SM 1961
Eftersom VM arrangerades 1960 i Tyskland blev det även denna gång ett års uppehåll i SM.
Årets tävling genomfördes 9-16 juli på Ålleberg. Eftersom Armén ställde upp med tre stycken Super Cub som bogserflygplan kunde deltagarantalet utökas till 24 piloter. 
Resultat:

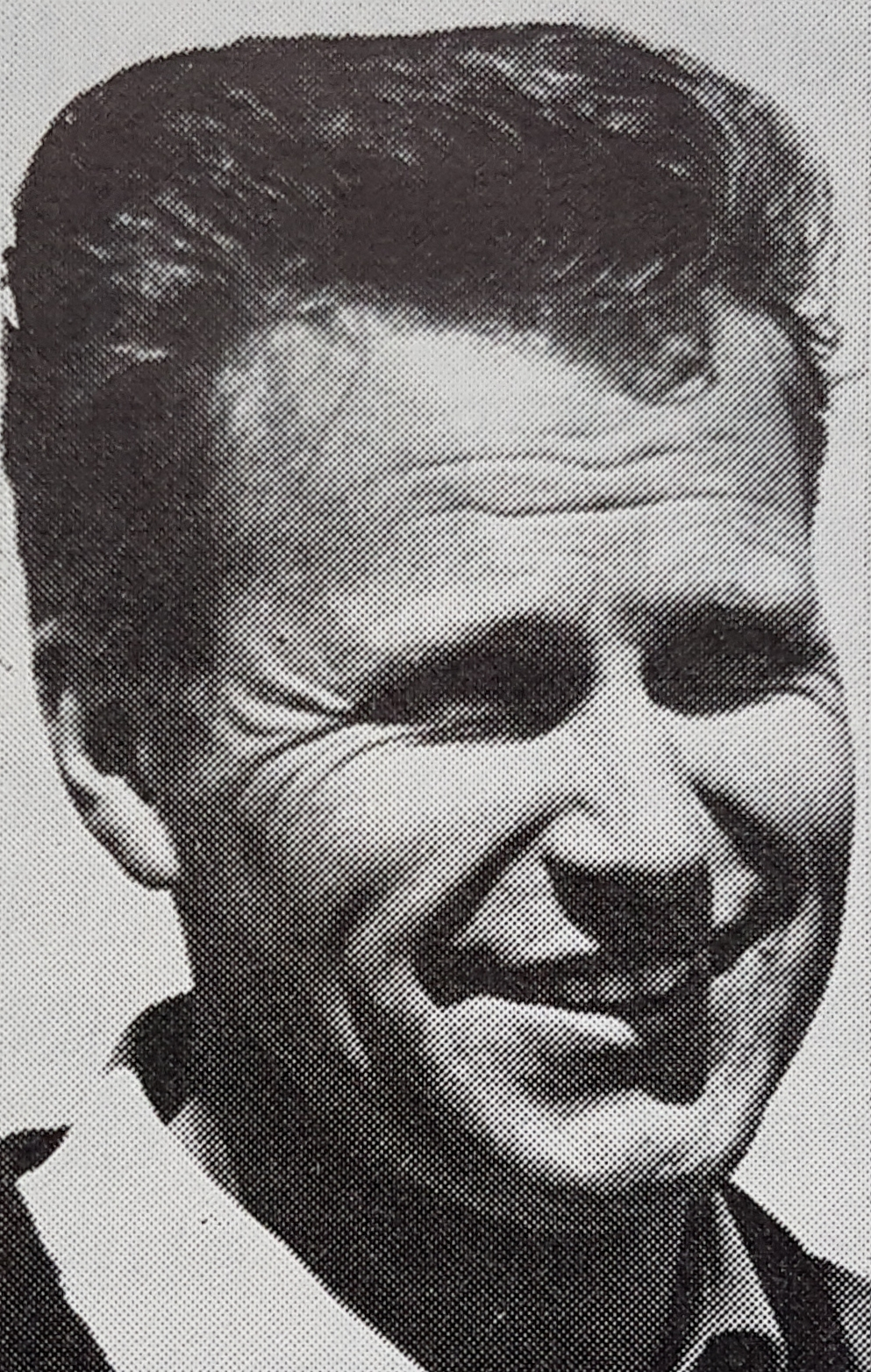
Lars Fredriksson

- 1 - Lars Fredriksson, Eskilstuna, i en Zugvogel IV
- 2 - Per-Axel Persson, F 5 Ljungbyhed, i en DFS Weihe
- 3 - Irve Silesmo, Örebro, i en Ka 6

## SM 1963
På grund av Nordiskt mästerskap genomfördes ingen tävling 1962. Perioden 7-14 juli genomfördes årets tävlingar på Ålleberg med 25 tävlande piloter. 
Resultat:
- 1 - Irve Silesmo, Örebro, i en Ka 6
- 2 - Roger Falk, Västerås, i en Bergfalke II
- 3 - Sture Jerstedt, Västerås, i en K 8B

## SM 1965
Tävlingarna genomfördes 3-11 juli på Ålleberg med 25 tävlande piloter. 
Resultat:

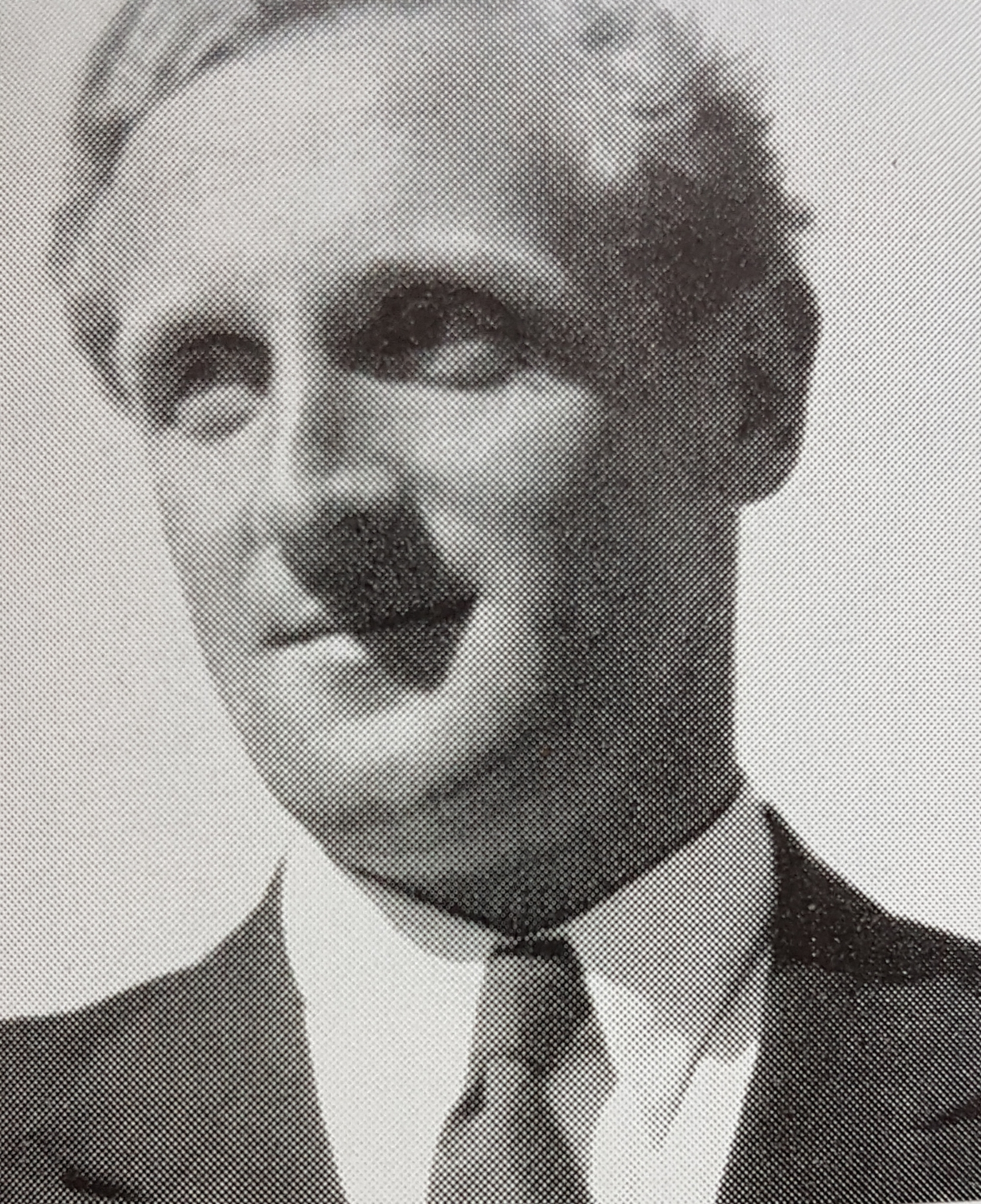
Per-Axel Persson

- 1 - Per-Axel Persson, F 5 Ljungbyhed
- 2 - Jan Hallbäck, Malmö
- 3 - Göran Ax, Landskrona

## SM 1966
Tävlingsmässigt blev 1966 ett händelserikt år med DM, NM och SM.  Till tävlingarna på Ålleberg 20-29 maj var 14 piloter anmälda. 
Resultat:

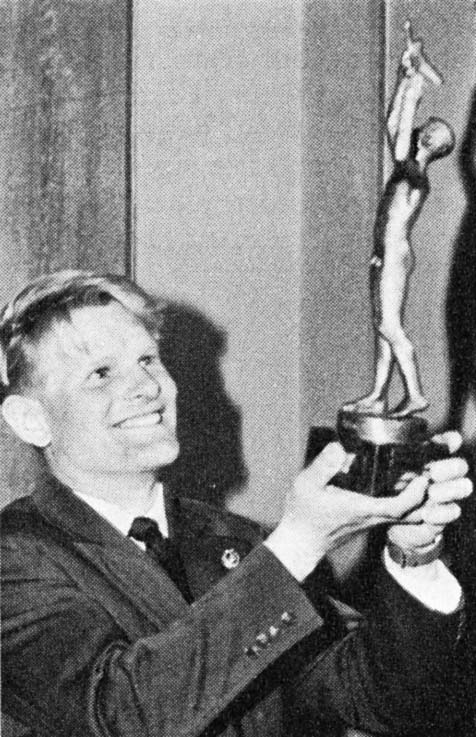
Irve Silesmo

- 1 - Irve Silesmo, Örebro, i en Ka 6
- 2 - Göte Olsson, Västerås, i en Zugvogel
- 3 - Per-Axel Persson, Ljungbyhed, i en Vasama

## SM 1967
För sista gången genomfördes SM tävlingarna på Ålleberg. 22 piloter var anmälda till tävlingen som genomfördes under sju tävlingsdagar perioden 10-18 juni.
Resultat:

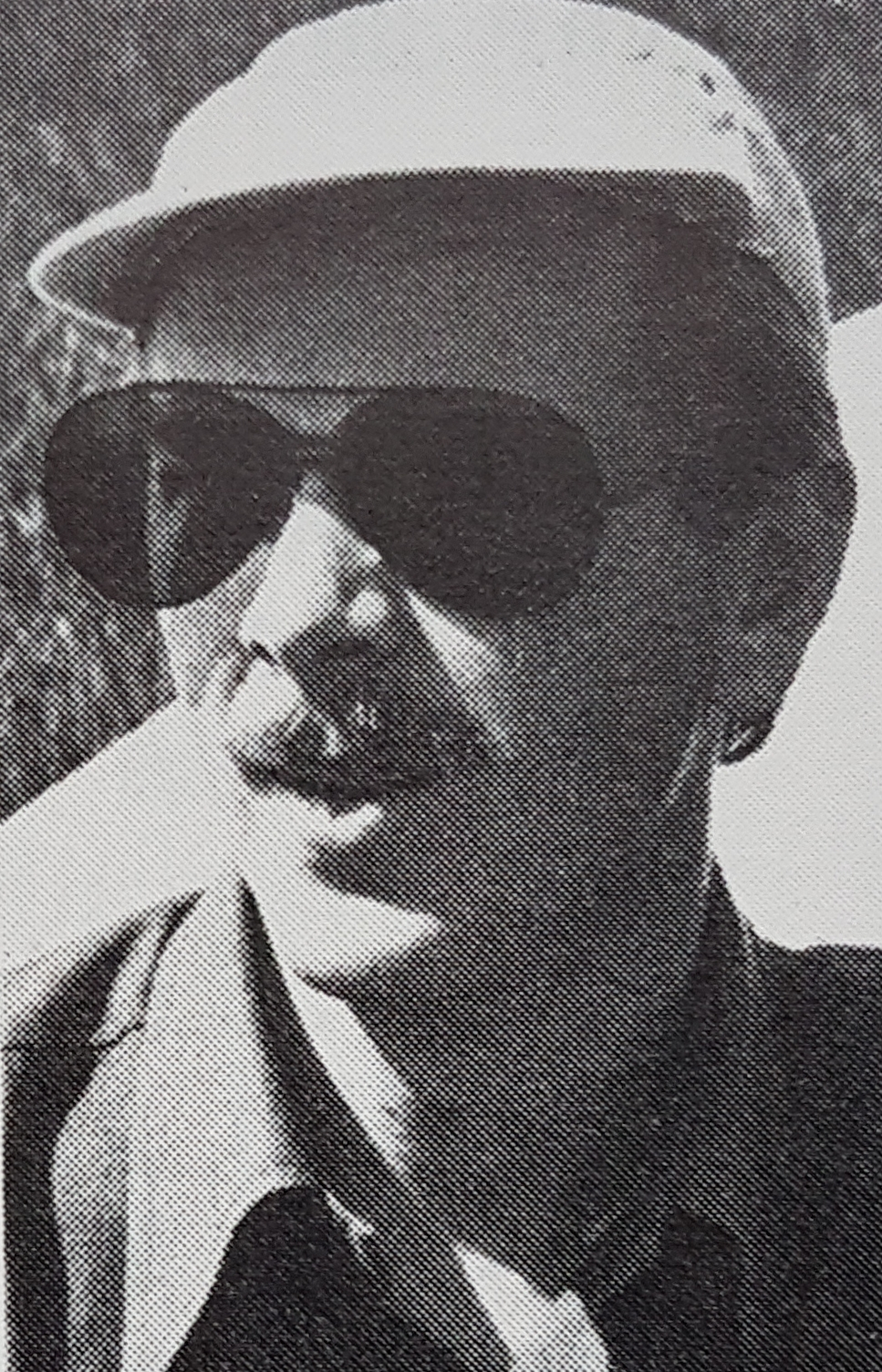
Bengt Göök

- 1 - Bengt Göök, Norrköping, i en Vasama
- 2 - Åke Pettersson, Linköping, i en Bölkow Phoebus
- 3 - Roger Falk, Västerås, i en Zugvogel 3 B

## SM 1969
Efter ett års uppehåll på grund av VM i Polen genomfördes tävlingarna i Örebro. Tävlingen gällde nu som kvalificering för deltagande i VM. 27 tävlande piloter kvalificerade via DM var anmälda.

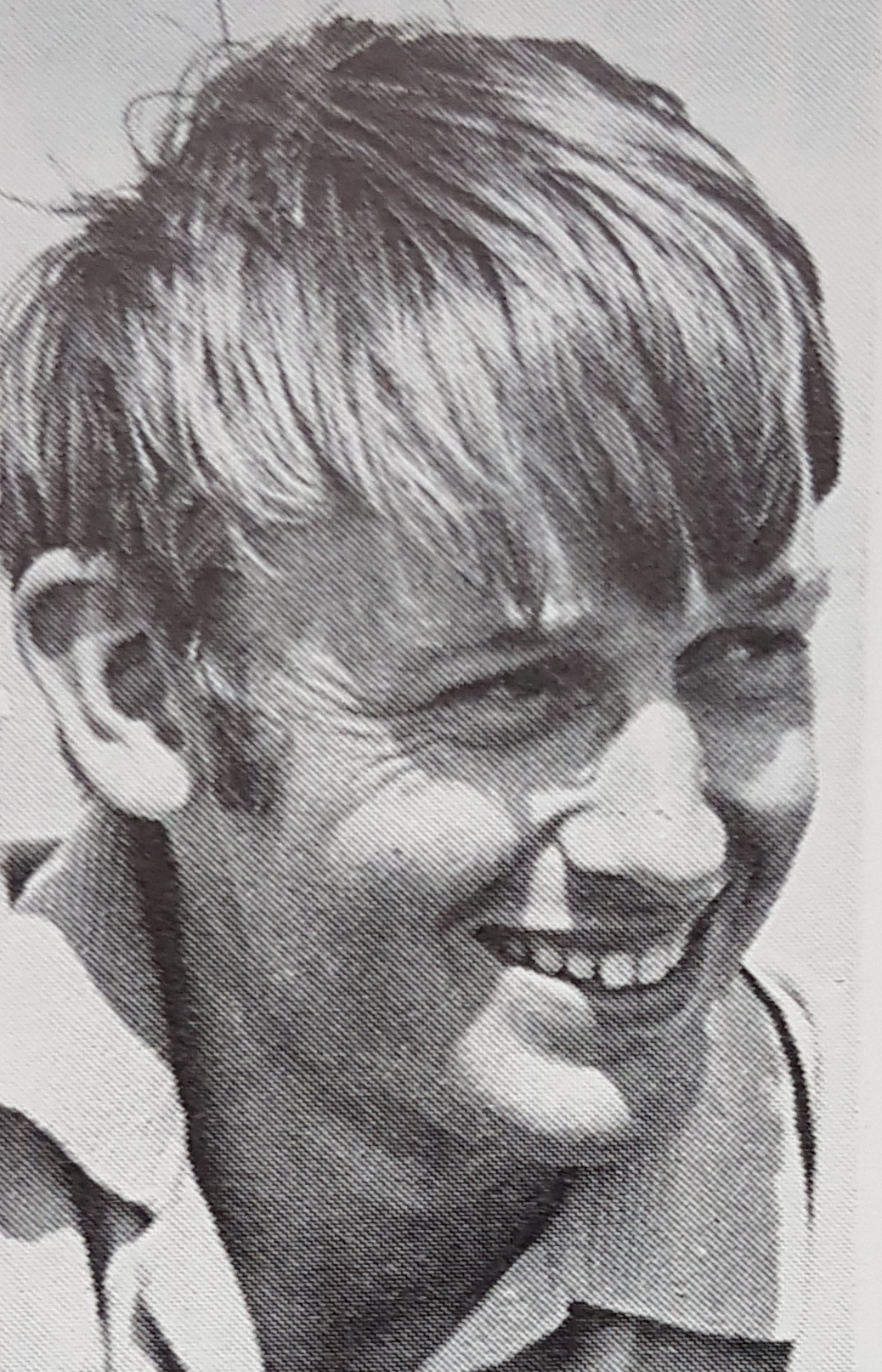
Göran Andersson

Resultat:
- 1 - Göran Andersson, Eskilstuna
- 2 - Göran Ax, Landskrona
- 3 - Sture Rodeling, Linköping

## SM 1971
På grund av VM i USA 1970 blev det inget SM 1970. Årets SM genomfördes i Eskilstuna. Eftersom materialutvecklingen tagit ett stort kliv framåt tävlade man i de två klasserna open och standard. 26 tävlande i vardera klassen var anmälda.

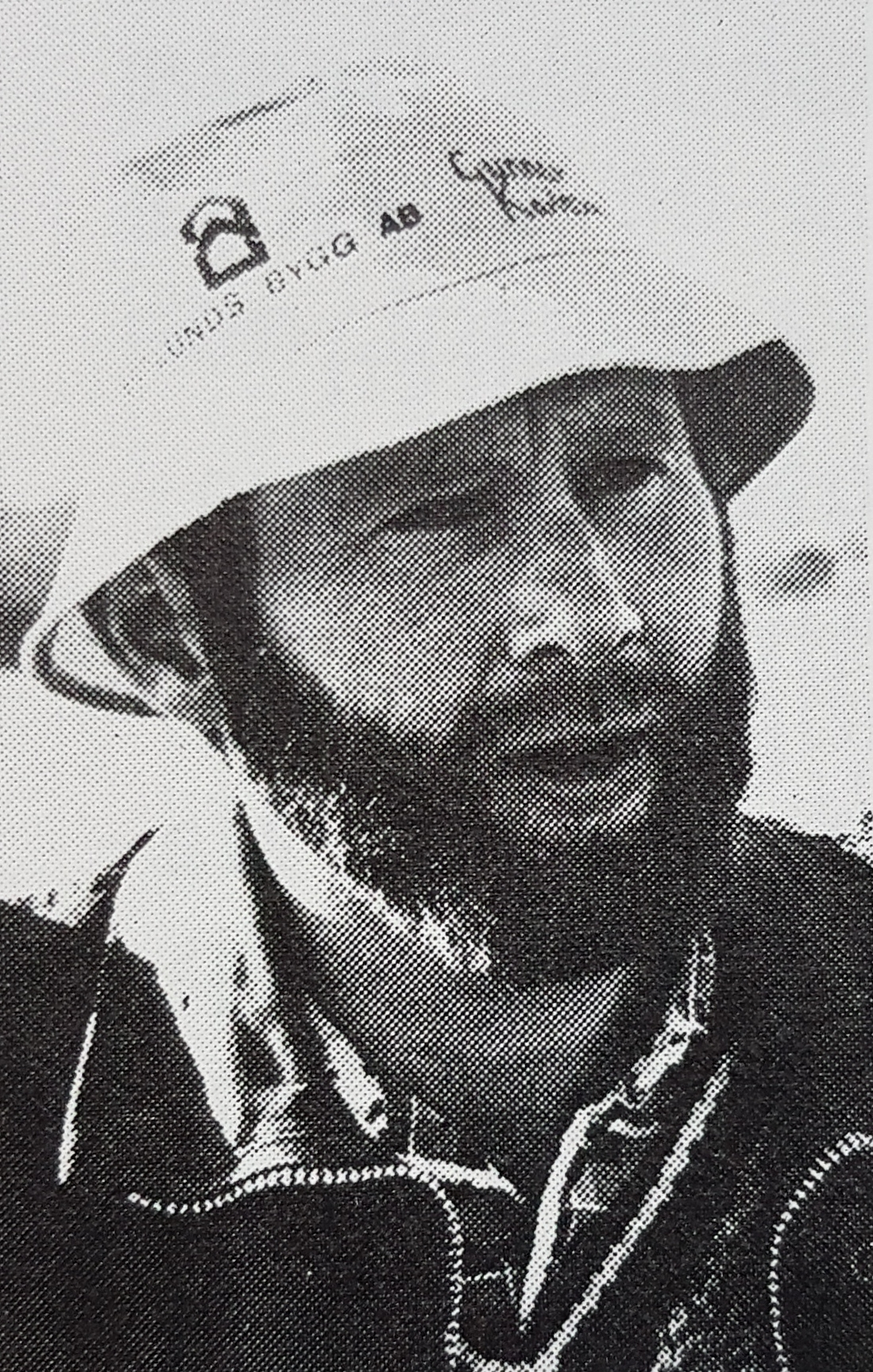
Gunnar Karlsson

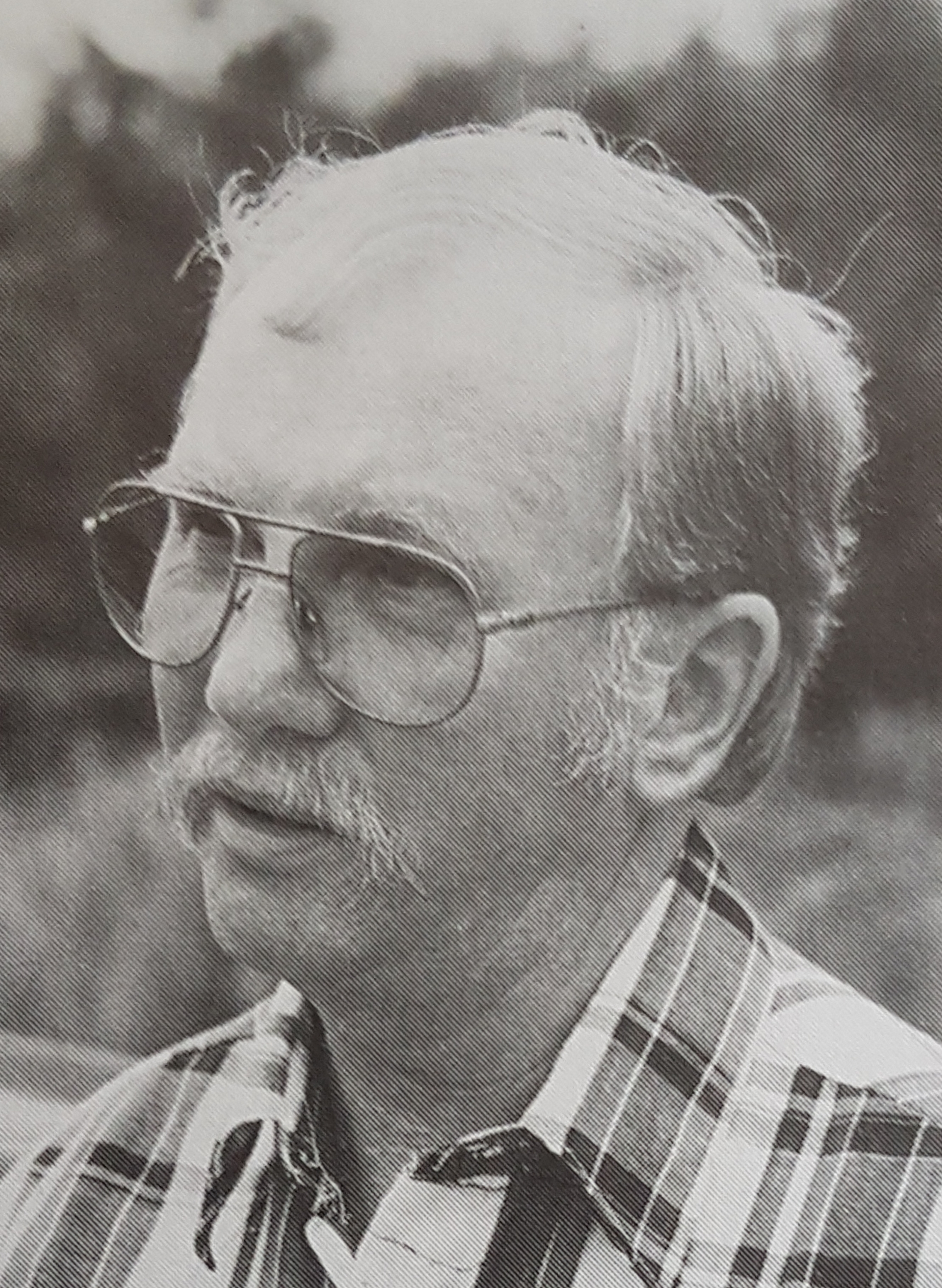
Göran Ax

Resultat Standard:
- 1 - Gunnar Karlsson, Örebro
- 2 - Åke Pettersson, Borlänge
- 3 - Hans Ahlén, Stockholm

Resultat Open:
- 1 - Göran Ax, Landskrona
- 2 - Rolf Hossinger, Eskilstuna
- 3 - Sture Jerstedt, Västerås

## SM 1972
Tävlingarna var de första i den nya klubbklassen och genomfördes i Borås 10-17 juli. 19 piloter var anmälda.

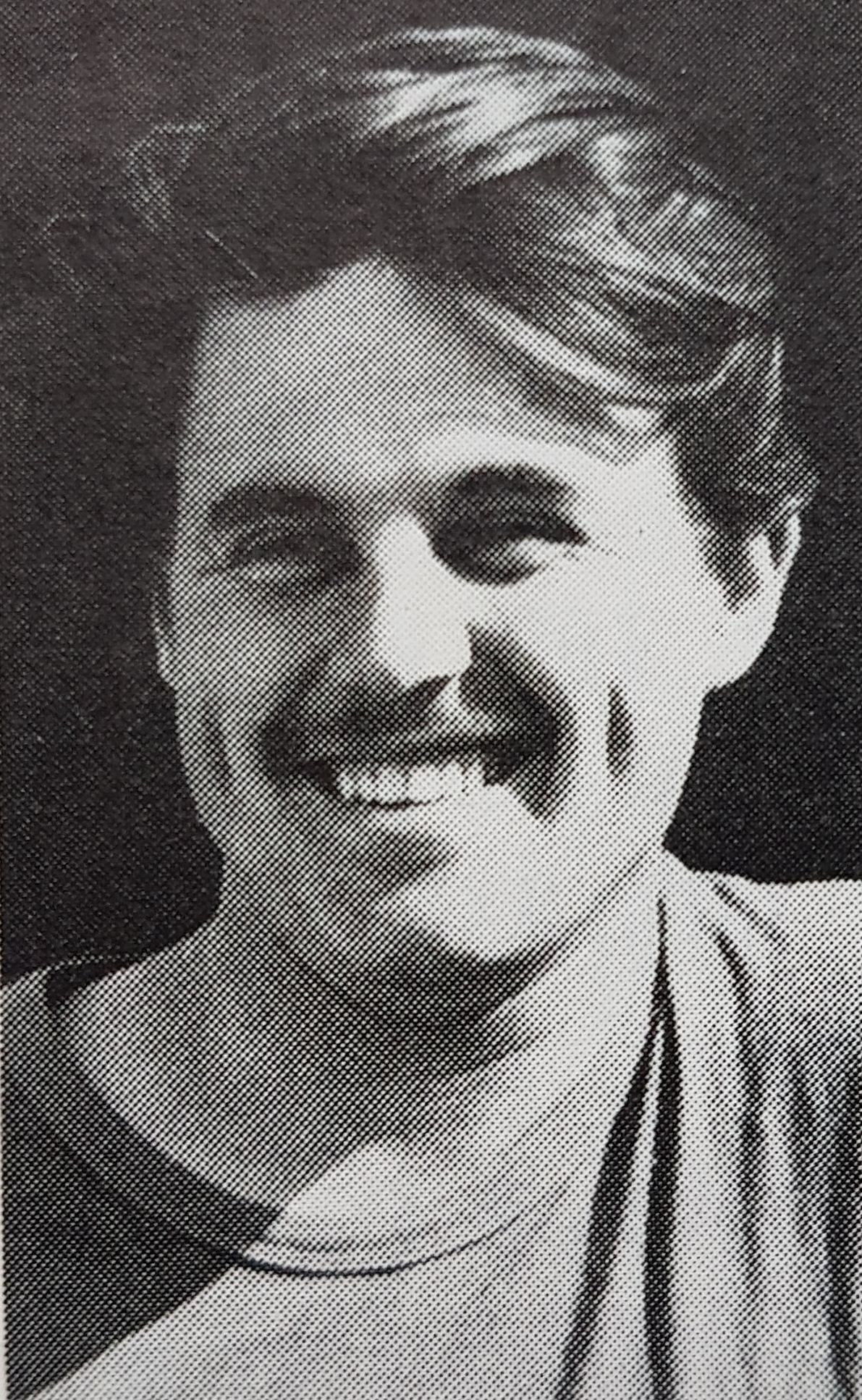
Jan-ÅkePeterson

Resultat Klubbklass (sportklassen):
- 1 - Jan-Åke Pettersson, Örebro
- 2 - Lars Johansson, Nyköping
- 3 - Vidar Jansson, Norrköping

## SM 1973
Tävlingarna genomfördes 9-16 juli i Arboga. 32 piloter tävlade i standardklassen medan deltagarantalet i open bara var åtta.

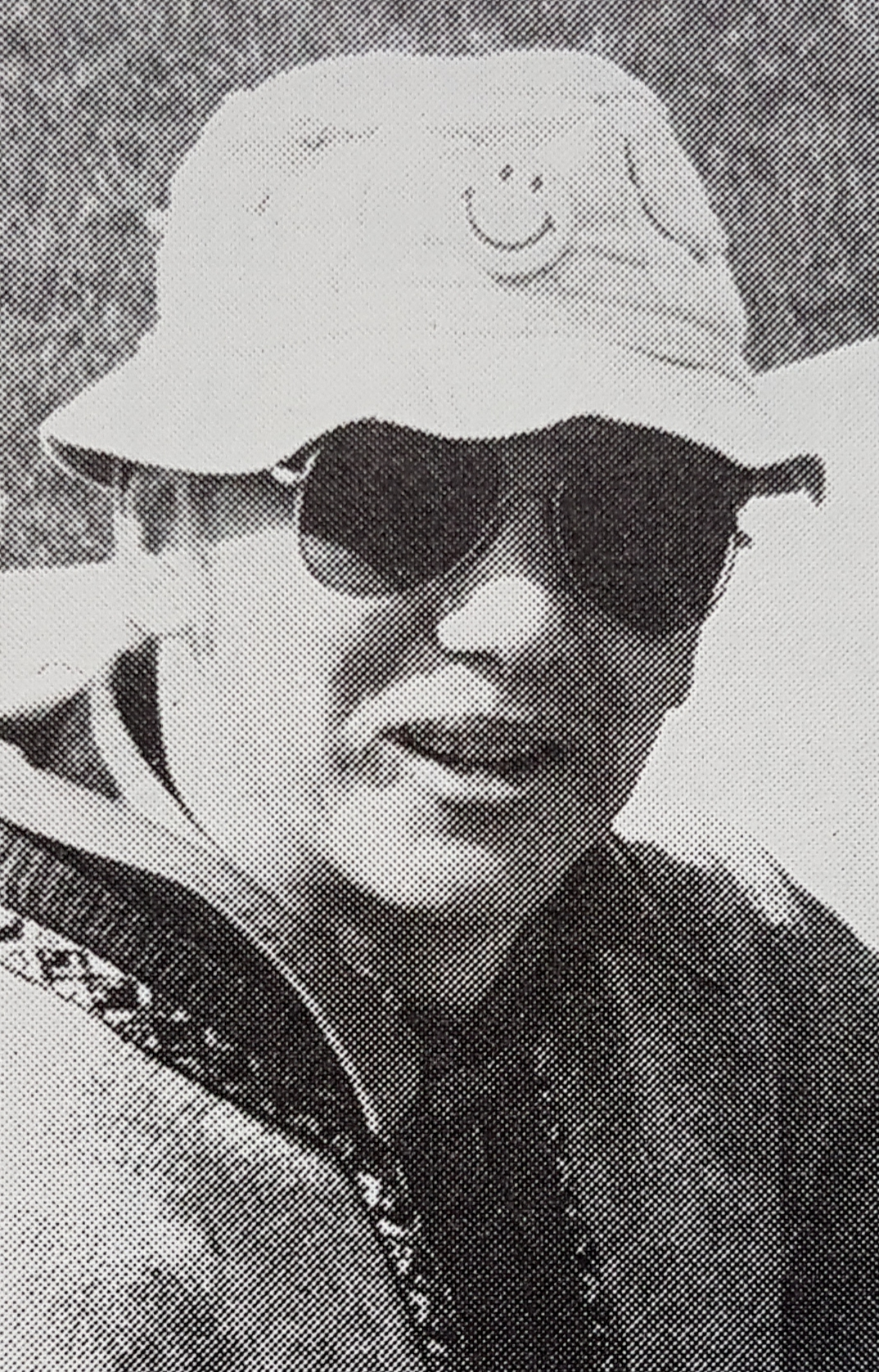
Göran Ax

Resultat Standard:
- 1 - Göran Ax, Landskrona
- 2 - Åke Pettersson, Karlstad
- 3 - Gunnar Karlsson, Örebro

Resultat Open:
- 1 - Göran Andersson, Eskilstuna
- 2 - Istvan Wlassics, Katrineholm
- 3 - Walter Hansson, Eskilstuna

## SM 1974
Klubbklassen genomförde tävlingarna i Lidköping 15-22 juni med 31 deltagare.
Resultat Klubbklass:
- 1 - Göran Andersson, Eskilstuna
- 2 - Bengt Göök, Örebro
- 3 - Göran Bucht, Jönköping

## SM 1975
Arboga fick åter arrangera tävlingarna i standardklassen. 31 deltagare ställde upp perioden 7-14 juni.
Resultat Standard:
- 1 - Gunnar Karlsson, Örebro
- 2 - Åke Pettersson, Karlstad
- 3 - Göran Ax, Landskrona

## SM 1976
I Borlänge genomförde man SM i klubbklassen 5-12 juni med 30 deltagare.

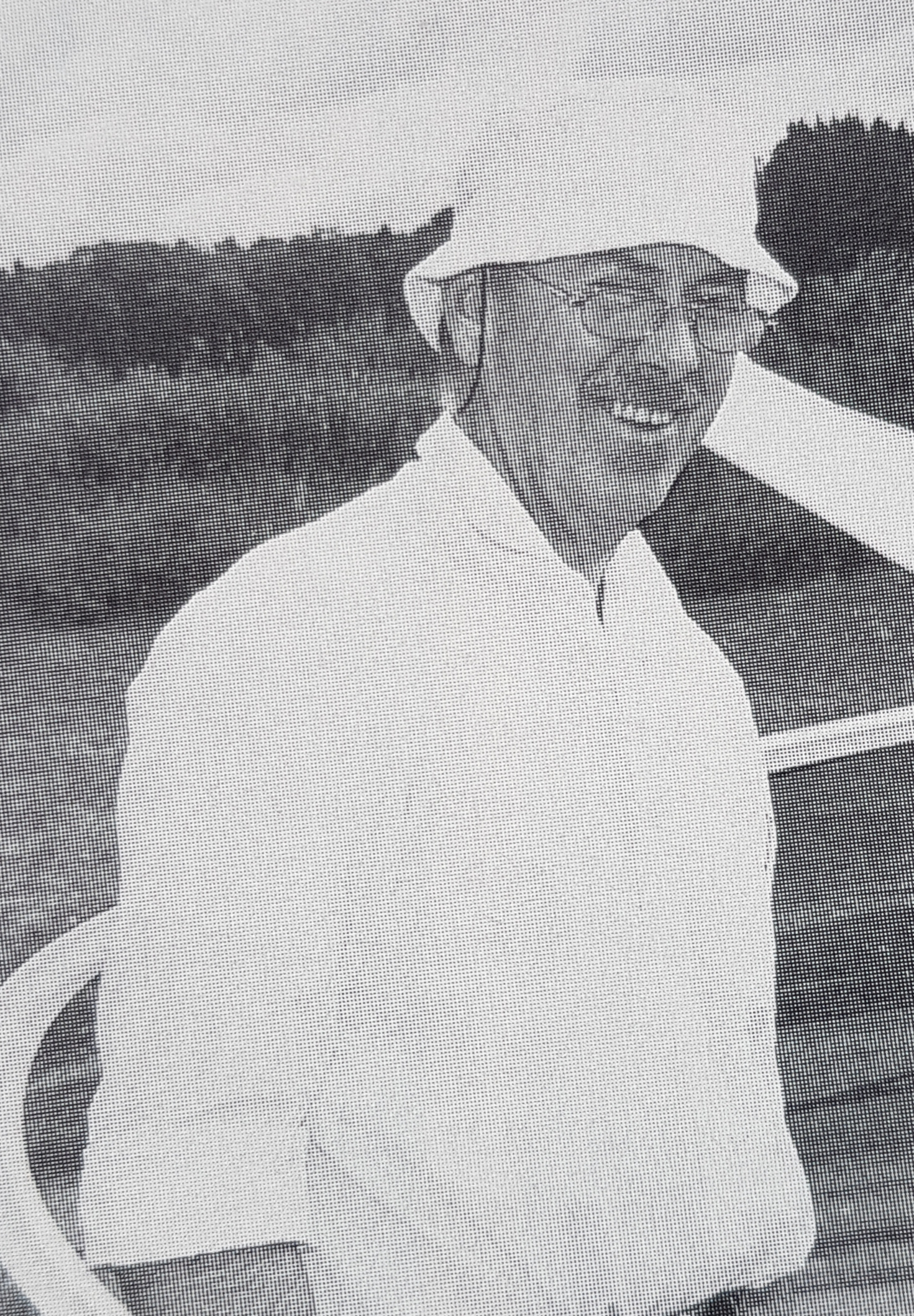
Bengt Göök

Resultat Klubbklass:
- 1 - Bengt Göök, Örebro
- 2 - Lars Arvidsson, Landskrona
- 3 - Jan-Erik Olsson, Stockholm

## SM 1977
Tävlingarna i standard- och openklasserna genomfördes i Eskilstuna 11-18 juni med 46 deltagare, varav 37 i standardklassen.

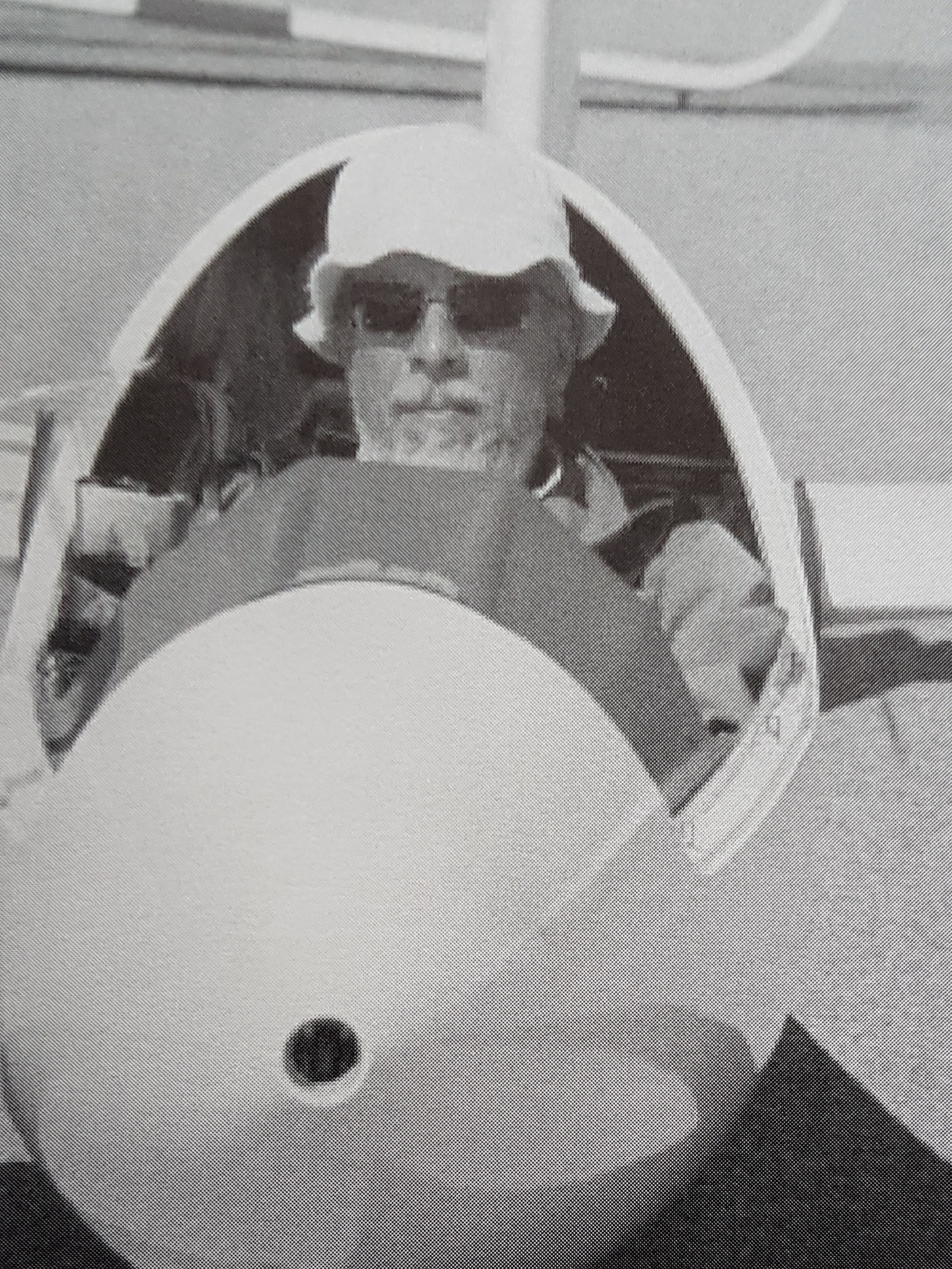
Åke Pettersson

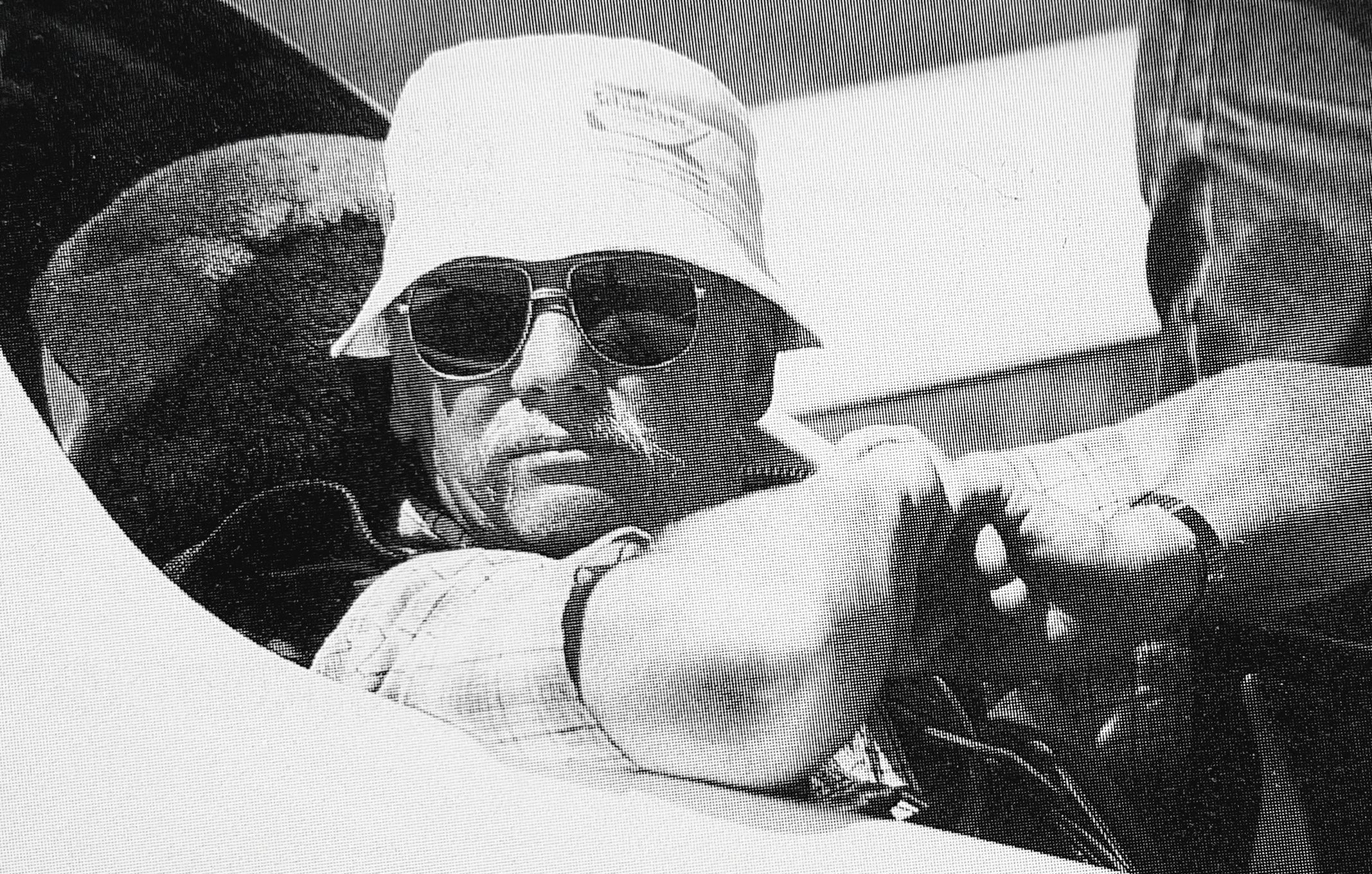
Göran Ax

Resultat Standard:
- 1 - Åke Pettersson, Karlstad
- 2 - Gunnar Karlsson, Örebro
- 3 - Leif Lindelöw, Borås

Resultat Open:
- 1 - Göran Ax, Landskrona
- 2 - Bert Persson, Eskilstuna
- 3 - Jan-Erik Olsson, Stockholm

## SM 1978
SM tävlingarna i klubbklass genomfördes i Karlskoga 10-17 juni med 38 deltagare.

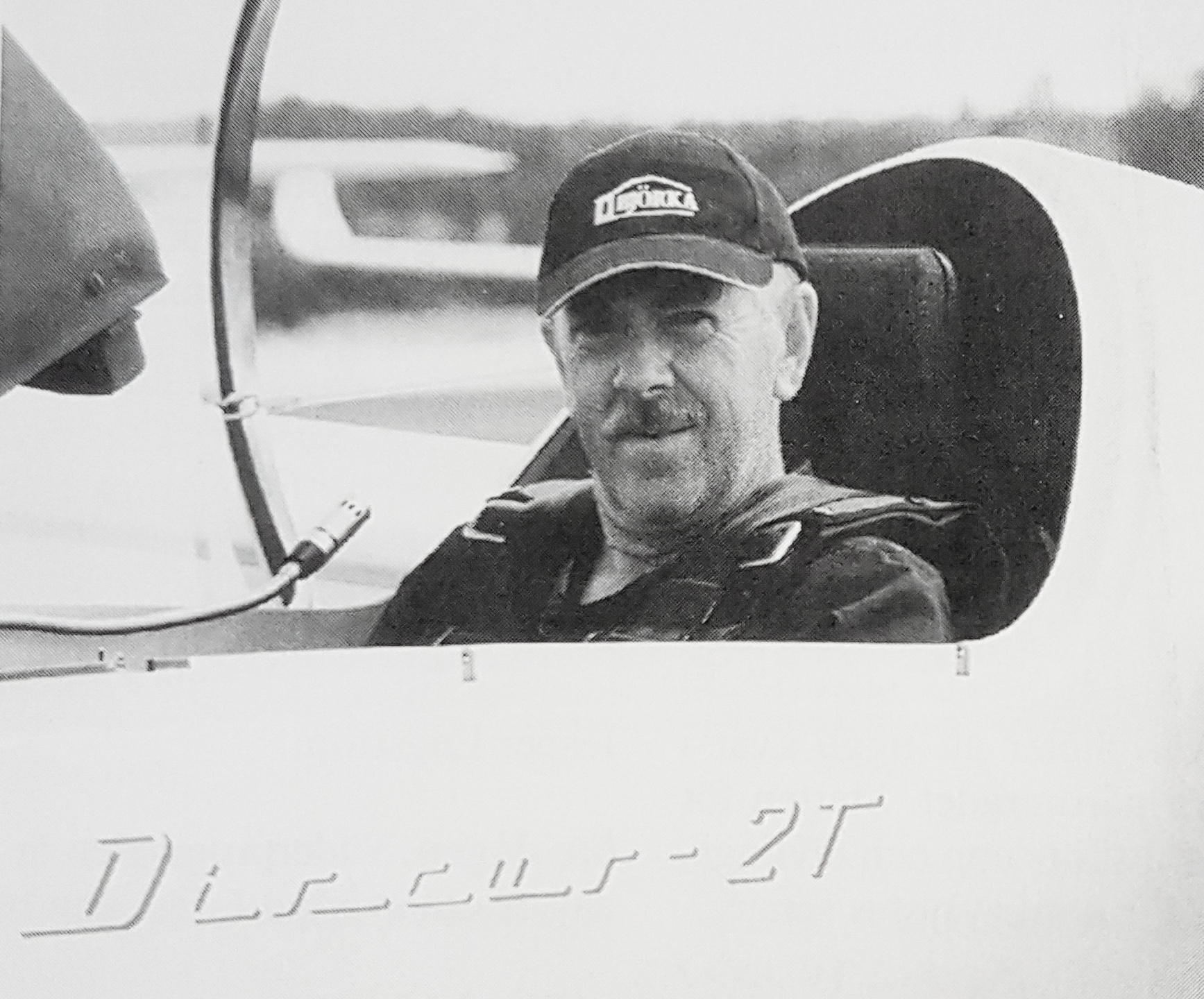
Bengt Göök

Resultat Klubbklass:
- 1 - Bengt Göök, Örebro
- 2 - Jan-Erik Olsson, Stockholm
- 3 - Curt-Olle Ottosson, Ljungbyhed

## SM 1979
Till tävlingarna som genomfördes i Västerås 30 juni - 7 juli infördes den nya 15-metersklassen. I standardklassen deltog 34 piloter och i den nya 15-metersklassen 20 piloter.

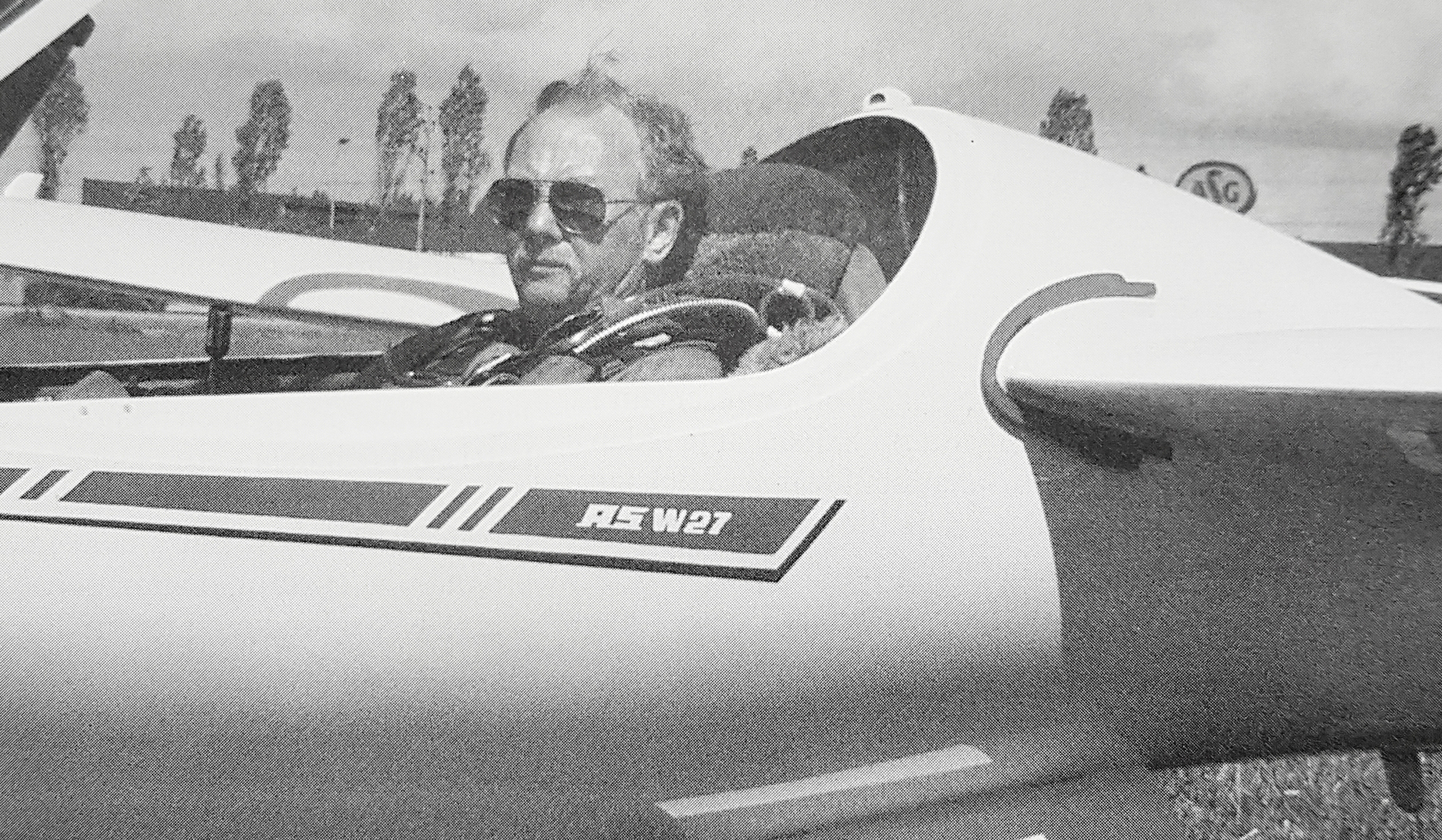
Göran Ax

Resultat Standard:
- 1 - Göran Andersson, Eskilstuna
- 2 - Bo Havén, Uppsala
- 3 - Berndt Johansson, Siljansnäs

Resultat 15-meter:
- 1 - Göran Ax, Landskrona
- 2 - Gunnar Karlsson, Örebro
- 3 - Bernt Persson, Västerås

## SM 1980
Årets tävling i klubbklass genomfördes i Arboga med 24 deltagare. Parallellt med SM tävlingarna genomförde man en tävling mellan de bäst rankade piloterna i 15-metersklassen och standard för att ge en vägledning inför uttagningen av de fyra som skulle representera Sverige vid VM i Tyskland 1981. I Sövde genomförde man för första gången Junior SM, även där blev segraren Mats Olsson, Blekinge.

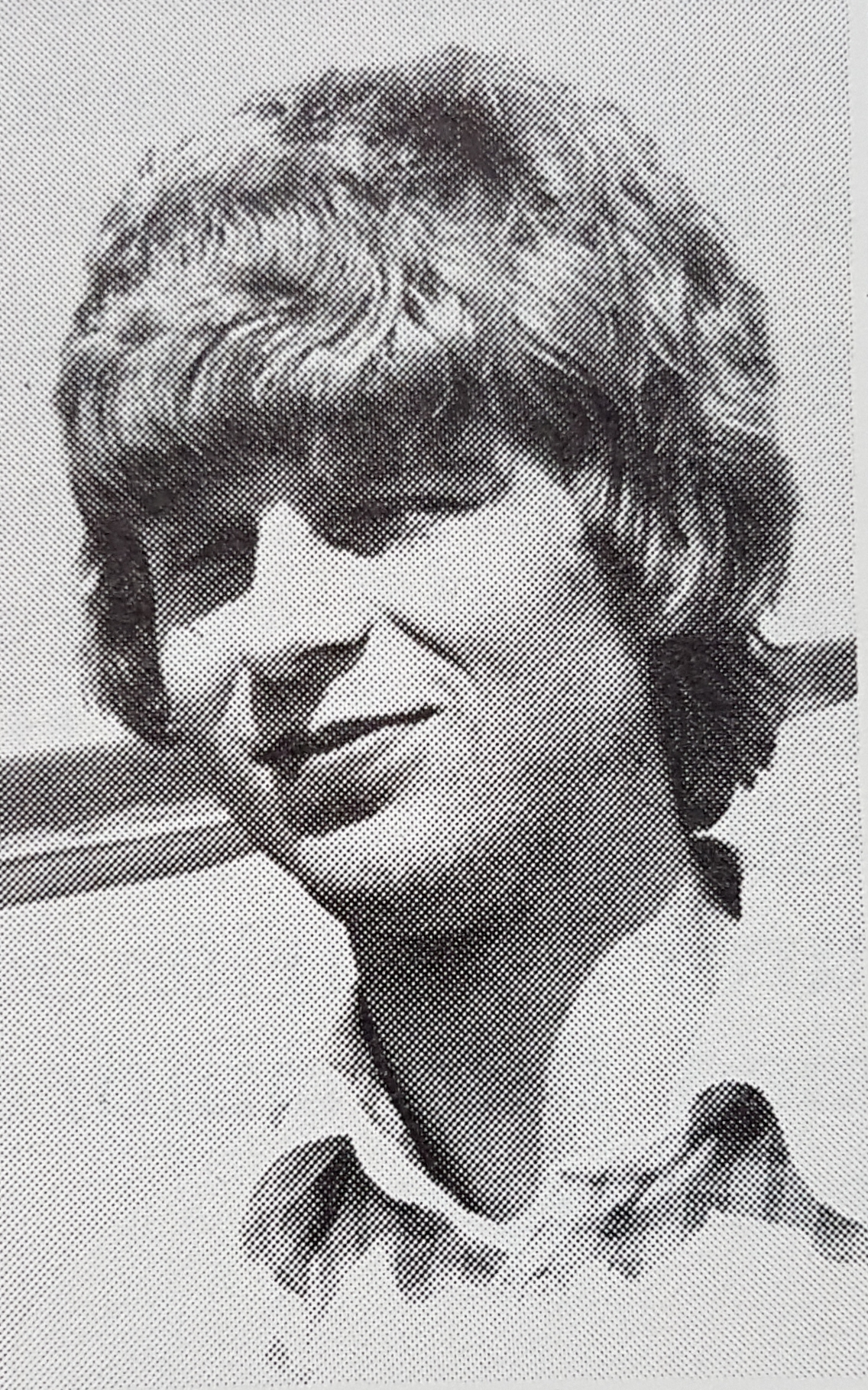
Mats Olsson

Resultat Klubbklass:
- 1 - Mats Olsson, Blekinge
- 2 - Sture Rodling, Linköping
- 3 - Leif Thorngren, Norrköping

## SM 1981
Årets SM kom att bli det största någonsin med 41 deltagare i standardklassen och 24 i 15-metersklassen. Tävlingarna genomfördes i Arboga 13-20 juni
Resultat Standard:
- 1 - Magnus Kjällström, Lidköping

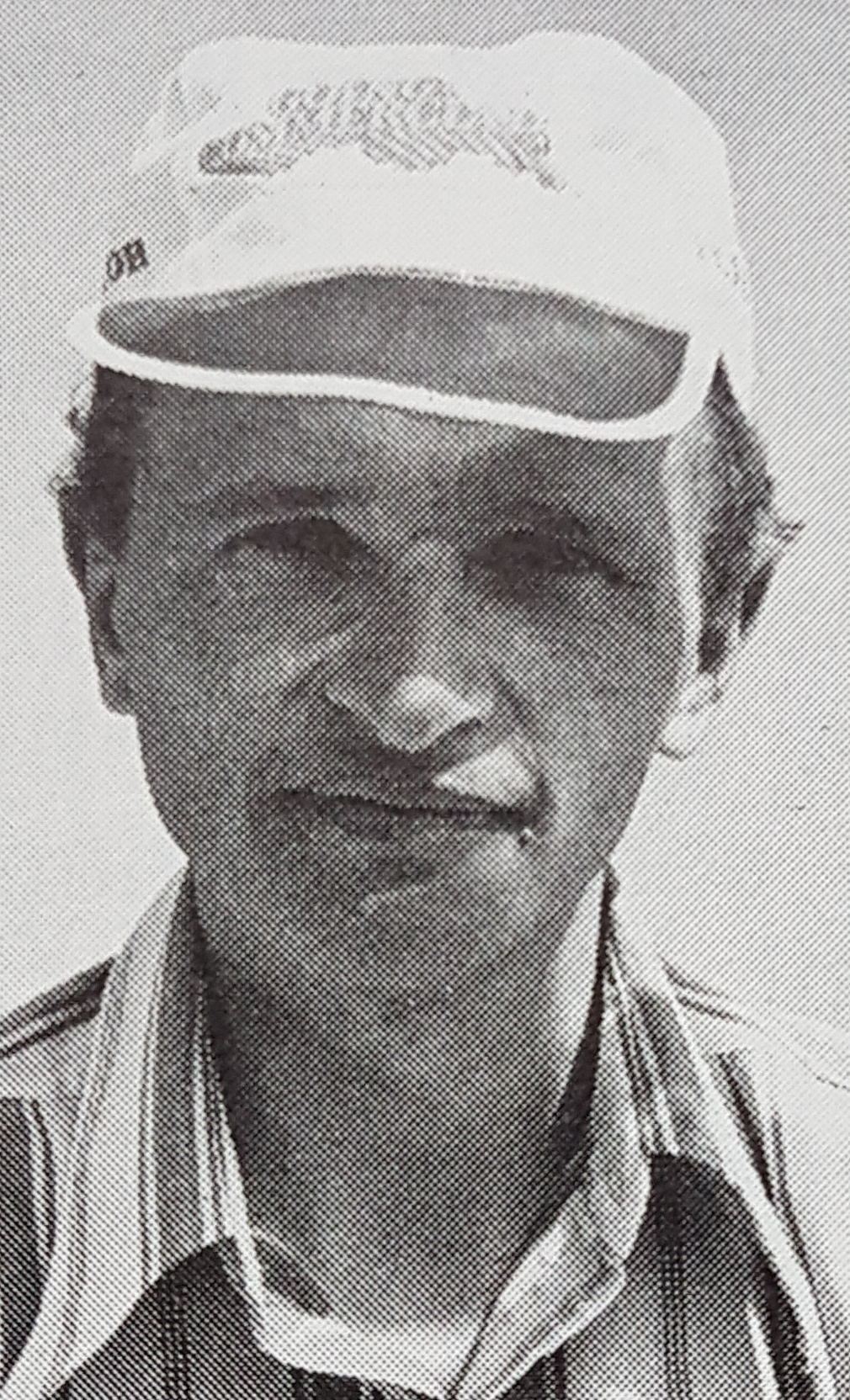
Magnus Kjällström

- 2 - Curt-Olle Ottosson, Ljungbyhed
- 3 - Göran Bucht, Jönköping

Resultat 15-meter:
- 1 - Irve Silesmo, Örebro
- 2 - Göran Ax, Landskrona
- 3 - Bengt Göök, Örebro

## SM 1982
Åter igen var Arboga tävlingsplats för SM, till tävlingarna var 46 tävlande anmälda i standard och 15-metersklassen.   
Resultat Standard:
- 1 - Magnus Kjällström, Lidköping
- 2 - Curt-Olle Ottosson, Ljungbyhed
- 3 - Göran Andersson, Eskilstuna

Resultat 15-meter:
- 1 - Åke Pettersson, Stockholm
- 2 - Göran Ax, Landskrona
- 3 - Irve Silesmo, Örebro

Tävlingarna i klubbklassen genomfördes 17-24 juli i Skövde med 18 deltagare.

Resultat Klubbklass:
- 1 - Mats Olsson, Blekinge
- 2 - Göran Bucht, Jönköping
- 3 - Leif Thorngren, Norrköping